# Martemoto

Ilustración de ejemplo de la zona de sombra de una onda de presión para el caso tipo de la Tierra. Las Ondas S no penetran en el núcleo exterior.

Un martemoto (en inglés: marsquake) es un temblor, similar a un terremoto en la Tierra, cuya sacudida brusca y pasajera se produce en la corteza del planeta Marte como resultado de la repentina liberación de energía en el interior del planeta como consecuencia del movimientos de las placas tectónicas o por puntos calientes como el Monte Olimpo o los Montes Tharsis. La detección y el análisis de los martemotos podrían proporcionar información para explorar la estructura interior de Marte, así como para identificar si alguno de los muchos volcanes de Marte continúa siendo volcánicamente activo o no. 
Esos eventos fueron observados por primera vez en la Luna, donde fueron observados y documentados. También hay evidencias de antiguos terremotos en Venus pero en Marte nunca se había detectado ninguno, y las estimaciones indicaban que podría tratarse de un evento extremadamente raro en ese planeta con una probabilidad de que ocurriera una vez cada varios millones de años. No obstante, se ha encontrado evidencias de que Marte antiguamente fue seísmicamente activo principalmente en la zona del sur. 
Se presume que los 4000 kilómetros de largo del cañón que conforma los Valles Marineris son los restos de una antigua y gran falla, desconociéndose si sigue activa.

## Detectabilidad

### Programa Viking
Los primeros intentos para detectar actividad sísmica encima Marte fue mediante el  Programa Viking en 1975, y a pesar de que los aparatos enviados estuvieron operando varios años, los sismógrafos que se desplegaron fueron incapaces de detectar cualquier actividad sísmica clara, en parte también debido al fuerte viento marciano. El Viking 2 recogió unas 2100 horas (89 días). El Viking 1 no envió ningún dato debido a un problema de activación del sismógrafo.  Entre todos los datos recibidos por Viking 2, hubo un candidato de martemoto, pero como no disponía de información sobre la velocidad del viento, no fue posible verificar si realmente fue un martemoto o a causa del viento.

### Programa inSight

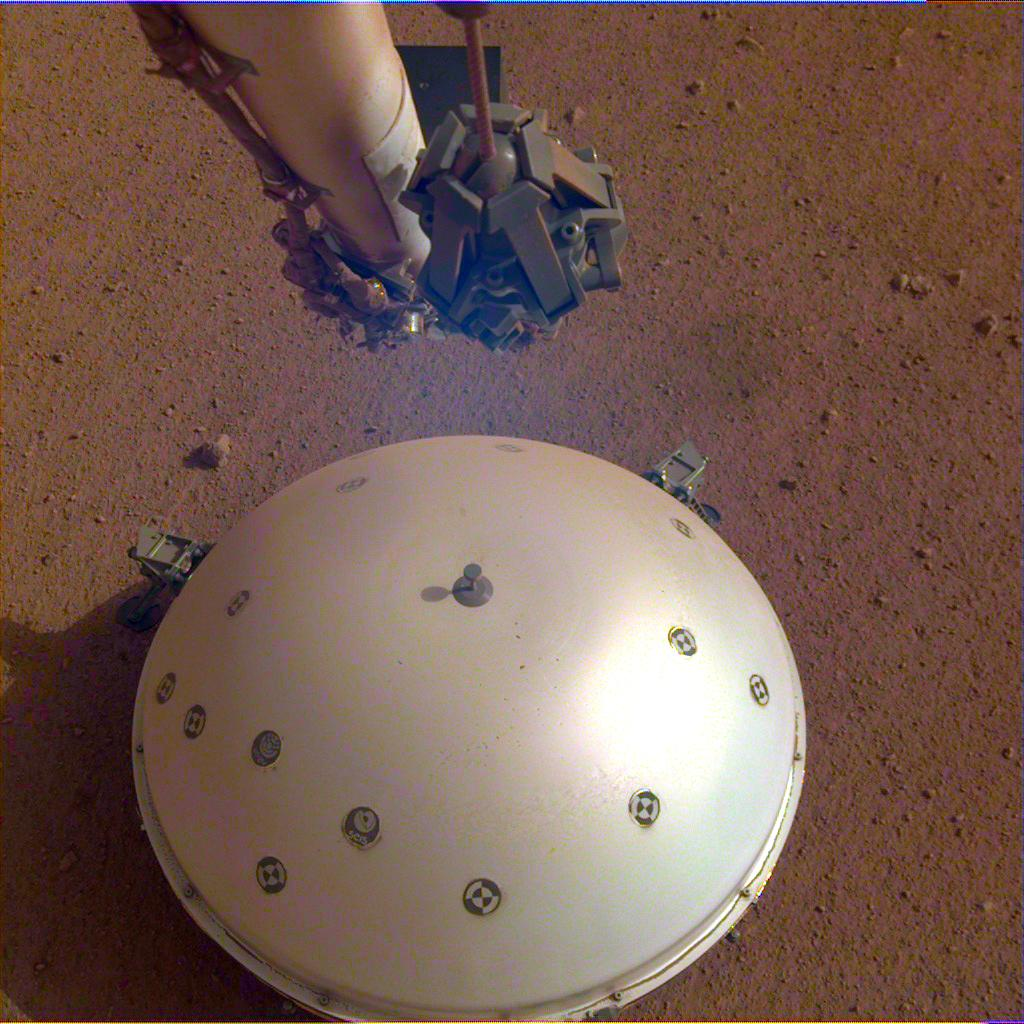
Sismógrafo de la misión InSight.

La nave de la misión InSight fue lanzada en mayo de 2018 y aterrizó en Marte el 26 de noviembre de 2018, desplegando un sismógrafo conocido como Experimento Sísmico para Estructura de Interior (SEIS) para detectar martemotos y analizar la estructura interna de Marte. Incluso de no ser capaz de detectar ningún evento sísmico, el sismógrafo estaba preparado para ser bastante sensible como para detectar meteoros así como impactos de meteorito. También investigó cómo la corteza y el manto responden a los efectos de impactos de meteorito, el cual da pistas de la estructura interior del planeta.
El 6 de abril de 2019, se detectó la pista más clara hallada de un evento sísmico en Marte, grabado por InSight. Según NASA, el sismógrafo del aterrizador detectó las vibraciones de tierra mientras tres clases distintas de sonidos fueron grabadas; el viento, el terremoto y al final, el brazo robótico de la nave. Las magnitud del martemoto estaría entre 2 y 2,5 grados en la Escala de Richter.
El hecho de grabar un martemoto por primera vez arrojó luz sobre el interior del planeta, según investigadores del Instituto de Física del Globo de París, se trata de «una señal de que aún hay actividad sísmica en Marte». Debido a la debilidad de la señal grabada, aunque permite saber que el planeta sigue estando geológicamente vivo, no es lo suficiente potente como para conocer más pistas sobre su composición interna.
Tres otros acontecimientos fueron grabados el 14 de marzo, 10 abril, y 11 de abril, pero las señales fueron incluso más pequeñas y más ambiguas, haciéndolo difícil de determinar su causa.